# 太田質平
太田 質平（おおた しちへい、1883年〈明治16年〉6月16日 - 1941年〈昭和16年〉6月16日）は、日本の海軍軍人。日本海軍軍人の標語であった『スマートで目先が利いて几帳面 負けじ魂 これぞ船乗り』を創ったといわれる人物である。最終階級は海軍少将。

## 生涯

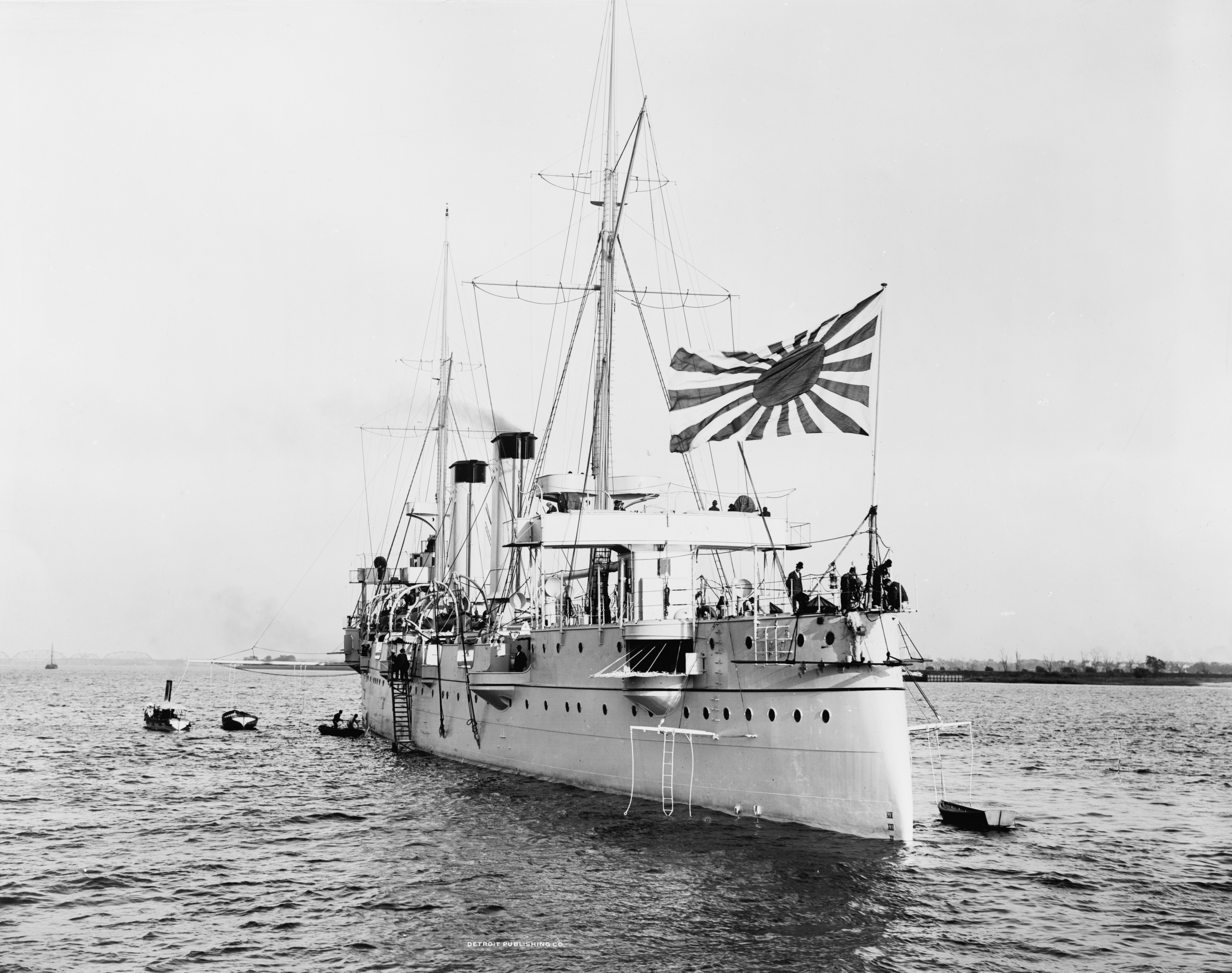
先任候補生として日本海海戦を戦った｢笠置｣

新潟県出身。妻は海軍中将野元綱明の娘。長岡中学などを経て海軍兵学校32期を卒業。席次は入校時190名中144番、卒業時192名中13番。堀悌吉、吉田善吾、嶋田繁太郎、山本五十六などが同期生である。「韓崎丸」乗組みとして候補生教育を受け、｢笠置｣（艦長山屋他人）乗組みとして日本海海戦に参戦した。
大尉進級後、練習艦｢宗谷｣分隊長として遠洋航海で海兵37期の少尉候補生を指導。｢宗谷｣には艦長鈴木貫太郎のほか、指導官山本五十六、指導官附古賀峯一などの幹部がいた。この航海における｢宗谷｣の指導は厳しく、候補生には反感さえ抱くものがいた。鈴木は実務教育を重視していたが、指導官の候補生教育に行き過ぎた点があったことを認めている。
その後海軍大学校乙種、同専修学生、運用学生を修了し、航海専攻の士官となる。｢宗谷｣、｢音羽｣の航海長、練習艦｢富士｣教官などを務め、教官としては海兵の航海術や柔道指導官、海大では航海学生の高木惣吉や柴崎恵次らを指導している。
｢大泊｣、｢尻矢｣、｢朝日｣、｢富士｣の各特務艦長、｢春日｣艦長を歴任し、大佐最終年にはロンドンで開催された国際海上人命安全条約改定会議に委員として派遣されている。1929年（昭和4年）11月、少将昇進。佐世保艦船部長を2年務めて予備役に編入された。
人物

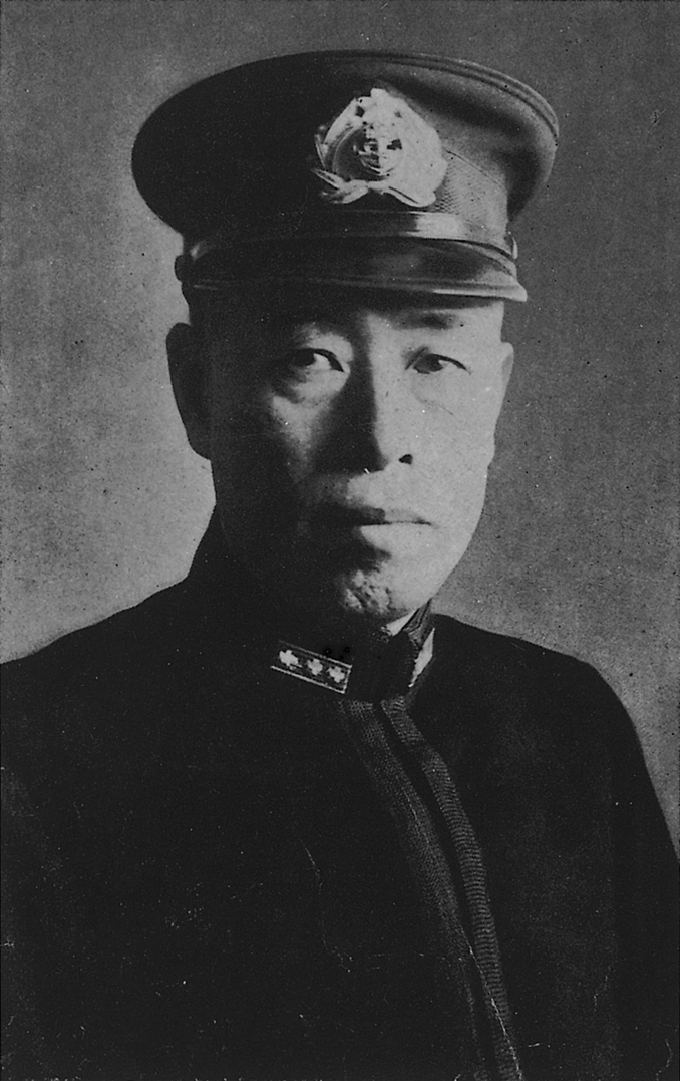
山本五十六は同郷、同窓の同期生であった

太田を評する言葉として｢押しが強い｣、｢強情な性格｣、｢努力家｣などがある。太田は軍人教育に一家言をもっていた。37期の遠洋航海では甲板士官として37期から目の敵された某少尉（のち中将、35期）は、のちに太田の指示があったことを示唆している。｢富士｣時代の副長が米内光政で、岳父と米内は折合が良くなかったが、太田は米内を名副長であると尊敬していた。専門の航海、運用については権威者であり｢スマートで目先が利いて几帳面 負けじ魂これぞ船乗り｣の標語を創ったのは大佐時代のことである。
スマートで・・・
黛治夫はこの標語に批判的意見を述べているが、昭和期の海軍学校では海軍軍人の精神を示すものとして繰り返し教育された。もっとも海軍兵学校では早くから｢シーマンシップの3Ｓ精神｣教育が行われていた。3SとはSmart（スマート）、Steady（ステディ）、Silent（サイレント）を指す。変化の多い海上では、スマート（機敏）な措置が必要であり、またその措置はステディ（堅実）でなければならず、そのためにはサイレント（沈黙）でなければならないという考え方である。阿川弘之は予備学生として海軍に入隊し、教育隊長が訓示第一声で｢ネイビーはスマートネスをもってモットーとする｣と述べたことに驚いた経験があり、｢スマート｣とは容姿端麗の意味もあるが、頭脳の柔軟さ｣という見解を述べている。

## 栄典
- 1905年（明治38年）10月4日 - 正八位[9]
- 1907年（明治40年）11月30日 - 従七位[10]
- 1909年（明治42年）12月20日 - 正七位[11]
- 1915年（大正4年）1月30日 - 従六位[12]
- 1920年（大正9年）1月20日 - 正六位[13]
- 1924年（大正13年）1月21日 - 従五位[14]
- 1929年（昭和4年）3月15日 - 正五位[15]